# Darko Milanič
Darko Milanič, slovenski nogometaš in nogometni trener, * 18. december 1967, Izola.

## Klubska kariera
Milanič je svojo nogometno pot začel pri nogometnem klubu NK Izola. S 17 leti je prestopil h klubu FK Partizan, kjer se je uveljavil kot obrambni igralec. Po sezoni 1992-93 je odšel v Avstrijo, kjer je podpisal pogodbo s klubom Sturm Graz, za katerega je igral osem sezon in z njim osvojil več naslovov avstrijskega prvaka ter več pokalov.

## Reprezentančna kariera
Kot igralec Partizana je postal član Jugoslovanske reprezentance, za katero je zbral 5 nastopov. Kasneje je za Slovenijo zbral 42 nastopov, bil pa je tudi kapetan reprezentance. Za Slovenijo je nastopil tudi na Evropskem prvenstvu 2000.

## Trenerska kariera
Po končani nogometni karieri je Milanič postal trener. Prvo vlogo trenerja je dobil v svojem domačem klubu, NK Izola. Po tem je postal trener kluba NK Primorje in pomočnik trenerja kluba SK Sturm Graz .V sezoni 2007/08 je bil trener ND Gorica. V sezoni 2008/09 je postal trener NK Maribora in s klubom osvojil štiri naslove slovenskega državnega prvaka in dva tri državne pokale. V sezoni 2013/14 je bil glavni trener kluba Sturm Graz v avstrijski ligi, v začetku sezone 2014/15 je prevzel Leeds United v angleški 2. ligi, toda po šestih tekmah brez zmage je bil zamenjan po 32 dneh. Po skoraj petih letih se je v začetku marca 2016 znova vrnil na klop Maribora. Spomladi 2020 ga je zapustil in trenersko delo pričel opravljati v slovaškem klubu Slovan. Le dva meseca pred koncem sezone 2020/2021 so ga odpustili in junija 2021 je podpisal za ciprski klub Pafos.

## Dosežki

#### Partizan
- Jugoslovanski pokal: 1988/89, 1991/92

#### Sturm Graz
- Bundesliga: 1997/98, 1998/99

- Podprvak: 1994/95, 1995/96, 1999/00

- Pokal ÖFB: 1996, 1997, 1999

- Drugo mesto: 1998

- Avstrijski nogometni superpokal: 1996, 1998, 1999

- Drugo mesto: 1997